# カスペーリア
カスペーリア（伊: Casperia）は、イタリア共和国ラツィオ州リエーティ県にある、人口約1,200人の基礎自治体（コムーネ）。

## 地理

### 位置・広がり
リエーティ県のコムーネ。県都リエーティから西南西へ17kmの距離にある。

#### 隣接コムーネ
隣接するコムーネは以下の通り。
- カンタルーポ・イン・サビーナ
- コンティリアーノ
- モンターゾラ
- リエーティ
- ロッカンティーカ
- セルチ
- トッリ・イン・サビーナ

### 気候分類・地震分類
カスペーリアにおけるイタリアの気候分類 (it) および度日は、zona D, 2087 GGである。
また、イタリアの地震リスク階級 (it) では、zona 2B (sismicità media) に分類される。

## 行政

### 分離集落
カスペーリアには、以下の分離集落（フラツィオーネ）がある。
- Paranzano, Santa Maria in Legarano, San Vito